# پارک ریورساید
پارک ریورساید (به انگلیسی: Riverside Park) یک پارک در ایالات متحده آمریکا است که در منهتن واقع شده‌است.